# Елена Виктория Шлезвиг-Гольштейнская
Виктория Луиза София Августа Амелия Елена (англ. Victoria Louise Sophia Augusta Amelia Helena; 3 мая 1870, Фрогмор-хаус, Беркшир — 13 марта 1948, Лондон) — член британской королевской семьи, внучка королевы Виктории.

## Биография

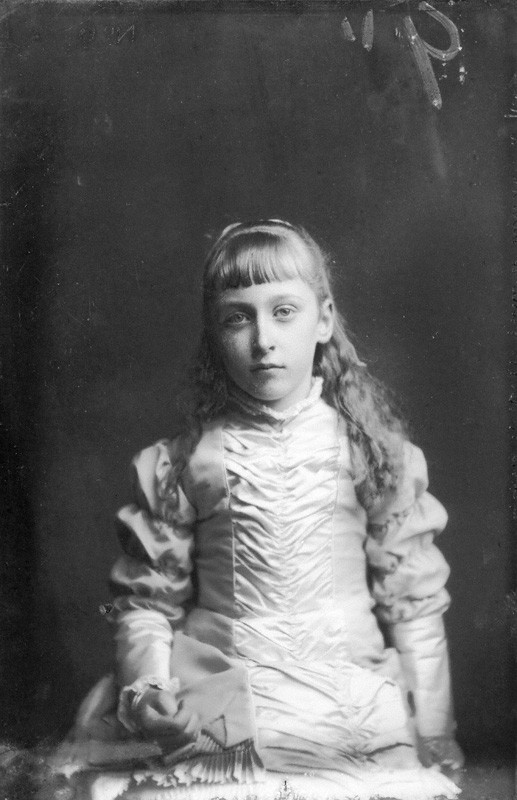
Принцесса Елена Виктория в детстве.

Принцесса Елена Виктория родилась в Фрогмор-хаусе, возле Виндзорского замка. Её отец был принц Кристиан Шлезвиг-Гольштейнский, третий сын Кристиана, герцога Шлезвиг-Гольштейнского, и графини Луизы Даннесколд-Самсое. Её мать была принцесса Елена, пятый ребёнок и третья дочь королевы Виктории и принца Альберта Саксен-Кобург-Готского. Её родители жили в Соединенном Королевстве, в Камберленд-Лодж, и принцесса считалась членом британской королевской семьи. Её титул был Принцесса Елена Виктория Шлезвиг-Гольштейнская.
Она провела большую часть своего детства в Камберленд-Лодже. В семье её назвали «Тора». Она официально стала употреблять свои имена Елена Виктория, выбрав их из своих шести христианских имён.

## Королевские обязанности
Принцесса Елена Виктория никогда не выходила замуж. Она последовала примеру своей матери и стала работать в различных благотворительных организациях. Во время Первой мировой войны она стала медсестрой и включала в это дело других женщин. Елена Виктория посетила британские войска во Франции и получила разрешение от государственного секретаря по вопросам войны лорда Китченера устраивать развлечения для них. Между мировыми войнами Елена Виктория и её младшая сестра принцесса Мария-Луиза с энтузиазмом стали покровителями музыки в их лондонской резиденции. После немецкого воздушного налета, когда их дом был повреждён в 1940 году, две принцессы переехали на Беркли-сквер.

## Первая мировая война
В июле 1917 года король Георг V изменил название британского королевского дома из Саксен-Кобург-Готского дома в дом Виндзоров. Он также отказался от имени себя и своих многочисленных двоюродных братьев и сестёр, которые были британскими подданными, от всех немецких титулов и фамилий. Принцесса Елена Виктория и принцесса Мария-Луиза перестали использовать свой титул Принцесс Шлезвиг-Гольштейнских. Вместо этого они стали известны просто как «Её Высочество принцесса Елена Виктория» и «Её Высочество принцесса Мария-Луиза».
Последний раз она появилась на публике на свадьбе будущей королевы Елизаветы II и принца Греческого и Датского Филиппа, герцога Эдинбургского 20 ноября 1947 года. Принцесса Елена Виктория умерла на Беркли-сквере и была похоронена в Королевской усыпальнице во Фрогморе.

## Титулы
- 1870—1917: Её Высочество Принцесса Елена Виктория Шлезвиг-Гольштейнская
- 1917—1948: Её Высочество Принцесса Елена Виктория

## Награды
- Королевский орден Виктории и Альберта
- Орден Индийской короны
- Орден Британской империи
- Орден Святого Иоанна Иерусалимского (Великобритания)
- Дама Ордена Королевы Марии-Луизы